# ルイ・バスティアン
ルイ・バスティアン（Louis Bastien、1881年10月26日 - 1963年8月13日）は、フランスの自転車競技選手及び同フェンシング選手。
1900年パリオリンピックのトラックレース・25kmレースと、フェンシングのエペに出場。
- 25kmレースでは、25分36秒2のタイムで優勝。
- エペのほうは1回戦で敗退している。

この他、同年のトラックレース世界選手権のドミフォンでも優勝している。